# Marc Fulvi Nobílior (cònsol 159 aC)
Marc Fulvi Nobílior (en llatí Marc Fulvius M. F. M. N. Nobilior) va ser un magistrat romà Era fill de Marcus Fulvius M. F. Ser. N. Nobilior. Formava part de la gens Fúlvia i portava el cognomen de Nobílior.
Va ser tribú de la plebs l'any 171 aC, edil curul el 166 aC, any en què es va estrenar l'obra Àndria, de Terenci, i cònsol el 159 aC juntament amb Gneu Corneli Dolabel·la. No hi ha registres del seu consolat, però els Fasti li assignen la celebració d'un triomf l'any 158 aC sobre els eleates, un poble lígur, i per això se suposa que en el seu període va fer la guerra a Ligúria.